# Anna Beck-Radecke

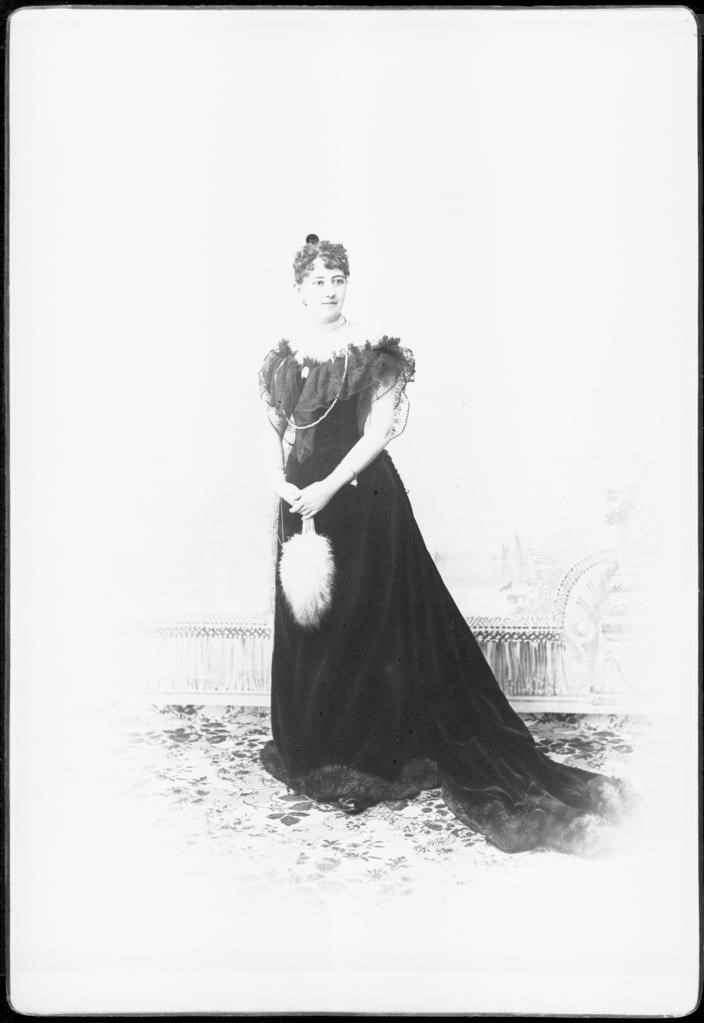
Anna Beck-Radecke 1896

Anna Beck-Radecke, geborene Anna Radecke (19. Dezember 1861 in Osnabrück, Königreich Hannover – 1918 in Berlin, Deutsches Reich) war eine deutsche Opernsängerin (Alt).

## Leben
Die jüngere Schwester der Sopranistin Louise Radecke (1846–1916) wurde während eines Aufenthaltes in Reichenhall, als sie zu einem wohltätigen Zweck in der Kirche sang, auf Grund ihrer schönen Stimme entdeckt. Sie wurde von Auguste Götze in Leipzig und deren ehemaligen Schülerin Molly von Kotzebue in Dresden als Altistin ausgebildet.
Radecke begann ihre Bühnenkarriere 1881 an der Oper Köln. Im folgenden Jahr wechselte sie an das Hoftheater von Wiesbaden, dem sie bis 1889 angehörte. 
Von 1889 bis 1891 spielte sie erneut am Kölner Stadttheater. Ab 1891 bis zu ihrer Pensionierung 1903 blieb sie dann am Hoftheater Hannover.
Sie war verheiratet mit Cäsar Beck (1850–1925), doch die Ehe wurde 1897 geschieden. Zuletzt lebte sie als Pädagogin in Berlin. Dort verstarb sie 1918.

## Rezeption
Sie wurde auf der Bühne als Opern- wie als Operettensängerin geschätzt. Ihre Bühnenpartien waren der „Orpheus“ von Gluck, der „Adriano“ in Rienzi, die „Ortrud“ im Lohengrin, die „Fricka“ im Ring des Nibelungen, die „Azucena“ im Troubadour, die „Amneris“ in Aida und die „Fides“ im Propheten von Meyerbeer.